# Spring City (Tennessee)
Spring City é uma cidade  localizada no estado norte-americano de Tennessee, no Condado de Rhea.

## Demografia
Segundo o censo norte-americano de 2000, a sua população era de 2025 habitantes.
Em 2006, foi estimada uma população de 2019, um decréscimo de 6 (-0.3%).

## Geografia
De acordo com o United States Census Bureau tem uma área de
6,4 km², dos quais 6,3 km² cobertos por terra e 0,1 km² cobertos por água. Spring City localiza-se a aproximadamente 244 m acima do nível do mar.

## Localidades na vizinhança
O diagrama seguinte representa as localidades num raio de 28 km ao redor de Spring City.